# عاري (فلم)
عاري (بالإنجليزية: Naked) هو فيلم كوميدي تم إنتاجه في الولايات المتحدة وصدر في سنة 2017. من بطولة مارلون ويانز وريجينا هول واليزا كوبيه ونيل براون جونيور ودنيس هايسبيرت.

## القصة
يحكي الفيلم قصة العريس «روب أندرسون» (مارلون ويانز) الذي يحاول إقامة حفل زفافه بشكل منظم من العروسة «ميغان سووب» (ريجينا هول)، لكنه يقع داخل مؤامرة عشية حفل الزفاف لإحباط زفافه من قِبل «فيكي». لكن الزمن يعود عشرات المرات للخلف ليتعلم روب من أخطائه ويحاول تصحيحها لينجح في النهاية ويحصل على زواج ناجح وبرضا كامل من والد العروس «رينالد سووب».

## وصلات خارجية
- مقالات تستعمل روابط فنية بلا صلة مع ويكي بيانات